# (383) Janina
(383) Janina ist ein Asteroid des äußeren Hauptgürtels, der am 29. Januar 1894 vom französischen Astronomen Auguste Charlois am Observatoire de Nice bei einer Helligkeit von 12 mag entdeckt wurde.
Ein Bezug dieses Namens zu einer Person oder einem Ereignis ist nicht bekannt. Die Benennung erfolgte 1903 durch den Entdecker.
Aufgrund der Bahneigenschaften wird (383) Janina zur Themis-Familie gezählt.

## Wissenschaftliche Auswertung
Aus Ergebnissen der IRAS Minor Planet Survey (IMPS) wurden 1992 erstmals Angaben zu Durchmesser und Albedo für zahlreiche Asteroiden abgeleitet, darunter auch (383) Janina, für die damals Werte von 45,5 km bzw. 0,09 erhalten wurden. Mit dem Ziel, Zusammensetzung und Oberfläche von Asteroiden der Themis-Familie näher einzugrenzen, wurde auch (383) Janina am 28. November 2008 mit dem Spitzer-Weltraumteleskop im mittleren Infrarot beobachtet. Aus den Messdaten wurde ein mittlerer Durchmesser von 48,4 km und eine Albedo im sichtbaren Bereich von 0,09 abgeleitet. Eine Auswertung von Beobachtungen durch das Projekt NEOWISE im nahen Infrarot führte 2011 zu vorläufigen Werten für den Durchmesser und die Albedo im sichtbaren Bereich von 44,6 km bzw. 0,10. Nachdem die Werte nach neuen Messungen mit NEOWISE 2012 auf 43,5 km bzw. 0,10 geändert worden waren, wurden sie 2014 auf 40,0 km bzw. 0,13 korrigiert. Nach der Reaktivierung von NEOWISE im Jahr 2013 und Registrierung neuer Daten wurden die Werte 2015 zunächst mit 37,5 km bzw. 0,10 angegeben und dann 2016 korrigiert zu 32,1 km bzw. 0,13, diese Angaben beinhalten aber alle hohe Unsicherheiten.
Am 7. Dezember 2020 wurde der Asteroid spektrophotometrisch am Observatorium des Sternberg-Instituts für Astronomie auf dem Pik Terskol in Russland untersucht, als er sich in der Nähe seines Perihels befand. Die gemessenen Reflexionsspektren passten zum Spektraltyp B. Es wurden Anzeichen für das Vorhandensein einer staubigen Exosphäre gefunden, deren Partikel wahrscheinlich eine silikatisch-organische Zusammensetzung aufweisen.
Nachdem in einer Dissertation von 1979 erstmals für den Asteroiden eine Rotationsperiode von 6,4 h angegeben worden war, erfolgten neue photometrische Messungen vom 12. Oktober bis 23. November 2003 während drei Nächten am Bucknell Observatory in Pennsylvania. Aus der aufgezeichneten Lichtkurve mit geringer Amplitude wurde eine Rotationsperiode von 4,636 h abgeleitet.
Aus archivierten Daten des Asteroid Terrestrial-impact Last Alert System (ATLAS) aus dem Zeitraum 2015 bis 2018 wurde in einer Untersuchung von 2020 mit der Methode der konvexen Inversion ein dreidimensionales Gestaltmodell des Asteroiden für zwei alternative Rotationsachsen mit prograder Rotation und einer Periode von 6,42943 h berechnet. Mit den gleichen Daten bestätigte eine Untersuchung von 2020 erneut die Rotationsperiode mit 6,429 h, darüber hinaus konnte eine taxonomische Zuordnung mit einer Wahrscheinlichkeit von 91 % für einen C-Typ und von 9 % für einen S-Typ angegeben werden.
Neue photometrische Messungen wurden vom 2. September bis 11. Oktober 2020 am Organ Mesa Observatory in New Mexico durchgeführt. Die detaillierte Lichtkurve wurde zu einer Rotationsperiode von 6,4298 h ausgewertet. Wieder mit den archivierten Daten von ATLAS aus dem Zeitraum 2015 bis 2018 wurde dann in einer Untersuchung von 2022 mit der Methode der konvexen Inversion eine Rotationsperiode von 6,42936 h berechnet.